# Аргентина на зимних Олимпийских играх 1960
Аргентина принимала участие в Зимних Олимпийских играх 1960 года в Скво-Вэлли (США) в четвёртый раз за свою историю, пропустив Зимние Олимпийские игры 1956 года, но не завоевала ни одной медали. Сборную страны представляли 6 спортсменов: 5 мужчин и 1 женщина, они соревновались в 2 видах спорта:
- горнолыжный спорт
- лыжные гонки.

Самым юным участником сборной был 17-летний горнолыжник Хорхе Абелардо Эйрас. 39-летний аргентинский лыжник Франсиско Херман был самым старшим участником аргентинской сборной, а также самым старшим участником лыжных гонок.

## Результаты
Лучший результат для Аргентины показал горнолыжник Освальдо Ансинас: 16 место в слаломе.

### Горнолыжный спорт
Соревнования по горнолыжному спорту прошли с 20 по 26 февраля. Данные соревнования одновременно считались соревнованиями 16-го чемпионата мира по горнолыжному спорту.
Мужчины
| Спортсмен            | Соревнование      | Попытка 1 | Попытка 1 | Попытка 2         | Попытка 2 | Итог              | Итог  |
| Спортсмен            | Соревнование      | Время     | Место     | Время             | Место     | Время             | Место |
| -------------------- | ----------------- | --------- | --------- | ----------------- | --------- | ----------------- | ----- |
| Клементе Теллечеа    | Скоростной спуск  |           |           |                   |           | 3:20.2            | 60    |
| Освальдо Ансинас     | Скоростной спуск  |           |           |                   |           | 2:28.4            | 45    |
| Клементе Теллечеа    | Гигантский слалом |           |           |                   |           | дисквалифицирован | -     |
| Диего Швайцер        | Гигантский слалом |           |           |                   |           | 2:28.0            | 55    |
| Освальдо Ансинас     | Гигантский слалом |           |           |                   |           | 2:05.1            | 32    |
| Хорхе Абелардо Эйрас | Слалом            | n/a       | n/a       | дисквалифицирован | -         | дисквалифицирован | -     |
| Диего Швайцер        | Слалом            | 1:32.2    | 48        | 1:34.6            | 37        | 3:06.8            | 38    |
| Клементе Теллечеа    | Слалом            | 1:28.7    | 45        | 1:26.0            | 32        | 2:54.7            | 32    |
| Освальдо Ансинас     | Слалом            | 1:17.5    | 23        | 1:06.7            | 16        | 2:24.2            | 16    |

Женщины
| Спортсменка            | Соревнование      | Попытка 1 | Попытка 1 | Попытка 2 | Попытка 2 | Итог   | Итог  |
| Спортсменка            | Соревнование      | Время     | Место     | Время     | Место     | Время  | Место |
| ---------------------- | ----------------- | --------- | --------- | --------- | --------- | ------ | ----- |
| Мария Кристина Швайцер | Скоростной спуск  |           |           |           |           | 1:51.0 | 29    |
| Мария Кристина Швайцер | Гигантский слалом |           |           |           |           | 1:55.2 | 35    |
| Мария Кристина Швайцер | Слалом            | 1:05.9    | 31        | 1:06.0    | 28        | 2:11.9 | 25    |

### Лыжные гонки

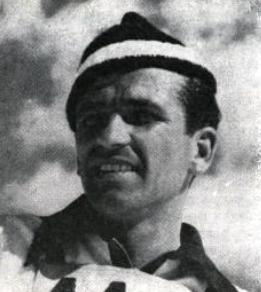
Лыжник Франсиско Херман

Лыжные соревнования прошли с 19 по 27 февраля в 65-ти километрах от Скво-Вэлли в местечке Маккинни Крик, на правом берегу озера Тахо. Старт и финиш гонок происходил на стадионе «Маккинни Крик», который был специально построен к Олимпиаде.
Все гонки, кроме эстафет, проходили с раздельным стартом участников.
Мужчины
| Дистанция | Спортсмен        | Результат | Результат |
| Дистанция | Спортсмен        | Время     | Место     |
| --------- | ---------------- | --------- | --------- |
| 15 км     | Франсиско Херман | 1’09:59.3 | 53        |
| 30 км     | Франсиско Херман | 2’33:27.4 | 44        |